# Никифоров, Денис Валерьевич
Денис Валерьевич Никифоров (родился 24 марта 1987) — российский спортсмен, бронзовый призёр Универсиады 2013 года по академической гребле.
Четырёхкратный чемпион России. Финалист чемпионата Европы.
В 2001 году баскетбольный ДЮСШ 56 и ЦСК ВМФ (в лице Архипова В.М.), провели эксперимент, в котором детская баскетбольная команда (дети 14 лет), совмещали баскетбол (зимой) и академическую греблю (летом).
Эксперимент длился 3 года, в нём участвовало порядка 40 человек, Денис Никифоров единственный, кто попал в профессиональную сборную и добился выдающихся результатов.
Денис был удостоен президентской награды, за выступление в Казани 2013 (бронза).
Как талантливый спортсмен, получал стипендии мэра Москвы, в течение пяти лет. В итоге прошёл селекцию в числе 20 лучших спортсменов страны и отобрался в группу Майка Спраклина для подготовки к олимпиаде в Рио де Жанейро 2016.
В составе этой команды тренировался в течение сезона в Италии, город Эрба.
Не отобрался на олимпиаду 2016.
Закончил спортивную карьеру в 2015 году.

## Биография
Участник молодёжного чемпионата мира в Праге 2008 года, был 8-м в восьмёрке с рулевым.
Участник чемпионата мира 2010 года, где стал 11-м в гонке восьмёрок (Новая Зеландия).
Участник чемпионата мира 2010 года, где стал 4-м в гонке восьмёрок (Болгария, город Пловдив).
Участник четырёх чемпионатов Европы. В гонке восьмёрок был 5-м в 2010 году, 4-м — в 2011 году и 5-м — в 2012 году. В 2013 году в гонке четвёрок был 11-м.
Призёр Универсиады в Казани.
В 2009 году окончил РГУФКиС.
После окончания спортивной карьеры, окончил программу менеджмент в области спорта ВШЭ и FIFA.
Защитил дипломную работу, опробированную министром юстиции РФ, после чего работал под его руководством.
Получил международные сертификаты по специальности специалист по движению Gray Institut
и специалист по биомеханнике Functional Patterns.
Создал систему функциональных тренировок True Motion 2021г, преподает на одноименном курсе для тренеров.
В настоящее время обучает фитнес тренеров функциональным тренировкам.
Проводит обучающие семинары в городах России и СНГ по своей системе тренировок True Motion.
Выпускники школы за несколько занятий с клиентом, корректируют осанку и помогают создать правильную мышечную поддержку.
Женат (с 2018 года, на Зое Никифоровой), имеет дочь (Офелия, 2020 год рождения).